# Certifikat (finans)
Ett certifikat är ett finansiellt instrument för handel på penningmarknaden. Ett certifikat är ett skuldebrev av samma typ som en statsskuldväxel, fast emittenten är exempelvis en bank eller ett företag.
Certifikat eller (engelska: Exchange traded certificate, ETC) kallas också en kategori av strukturerade produkter, ofta utan kapitalskydd, som till stora delar liknar börshandlade fonder, men där det underliggande värdet ofta avser råvaror eller valutor istället för aktier. Priset på en ETC avses avspegla värdet av en viss råvara eller valuta. Det marknadsförs även produkter med hävstång, vars värde ökar snabbare än det underliggande värdet. Det finns även så kallade korta produkter, som stiger på en fallande marknad och tvärtom. Produkten garanteras av emittenten, därför finns det utöver marknadsrisken även en risk i att emittenten kan bli insolvent.